# Nikotianamin
Nikotianamin je inhibitor angiotenzin I-konvertujućeg enzima. On je metal-helirajući molekul, koji je sveprisutan kod viših biljki. Biohemijski ovo jedinjenje sintetiše enzim nikotianaminska sintaza, koja koristi tri molekula S-adenozilmetionina.